# La Tribuna di Treviso
La Tribuna di Treviso (La Tribune de Trévise) est un quotidien italien, de Trévise, qui diffuse à plus de 10 000 exemplaires de moyenne (sept. 2005). Elle appartient au Gruppo Editoriale Espresso (qui publie aussi L'Espresso).